# Haiterbach
Haiterbach – miasto w Niemczech, w kraju związkowym Badenia-Wirtembergia, w rejencji Karlsruhe, w regionie Nordschwarzwald, w powiecie Calw, wchodzi w skład wspólnoty administracyjnej Nagold. Leży w północnym Schwarzwaldzie, ok. 25 km na południe od Calw.

## Współpraca
Miejscowość partnerska:
- Metnitz, Austria